# Credit Rating Agency Reform Act
Il Credit Rating Agency Reform Act è una legge federale degli Stati Uniti d'America il cui obbiettivo è quello di promuovere responsabilità, la trasparenza e la concorrenza nel settore delle agenzie di rating del credito, al fine di migliorare la qualità dei rating emessi, a tutela degli investitori e dell'interesse pubblico.

## Storia
La norma, firmata dal presidente Bush il 29 settembre 2006, andava a modificare il Securities Exchange Act del 1934, introducendo l'obbligo per le organizzazioni di rating statistico riconosciute a livello nazionale (NRSRO) di registrarsi in un apposito albo istituito presso la Securities and Exchange Commission.
La legge fu la risposta al ruolo attribuito alle tre maggiori agenzie di rating nella crisi dei mutui subprime del 2006-2008. Standard & Poor's Ratings Services, Moody's Investors Service e la più piccola Fitch Rating furono accusate di aver valutato con tripla A centinaia di bilioni di dollari di titoli che alla fine del 2009 erano stati declassati a titoli-spazzatura privi di qualsiasi valore, determinndo svalutazioni e perdite di oltre mezzo trilione di dollari.
La legge permise alle agenzie di rating del credito più piccole e di più recente costituzione di registrarsi con la dicitura di organizzazioni di "rating statistico".

## Efficacia
Nei dodici mesi di monitoraggio e campionamento che si conclusero nel giugno 2011, la SEC rilevò che le cosiddette Big Three emettevano ancora il 97% di tutti i rating di credito, in calo rispetto al 98% nel 2007. McClatchy Newspapers confermò che «era emersa una scarsa concorrenza nella valutazione di quei titoli cartolarizzati assistiti da garanzie ipotecarie immobiliari di tipo residenziale la cui implosione aveva condotto alla crisi finanziaria del 2007».
Secondi i critici, la legge sembrava scritta con la consulenza di una non meglio identificata mano esperta, ma non indipendente, che avrebbe rappresentato l'interesse di una delle Big Three. La norma avrebbe creato barriere all'ingresso invalicabili per i nuovi concorrenti, soprattutto nel segmento di mercato più redditizio, quello dei prodotti finanziari strutturati.